# オスカー・デ・ラ・レンタ
オスカー・デ・ラ・レンタ（Oscar de la Renta、1932年7月22日 - 2014年10月20日）はアメリカ合衆国のファッションデザイナー。ドミニカ共和国出身。
保険会社を営むプエルトリコ出身の父、スペイン系の母のもとに生まれた。7人兄弟の第1子で、唯一の男児であった。19歳で絵画を学ぶためマドリードの王立サン・フェルナンド美術アカデミーに留学。金を稼ぐために、新聞やファッション・ハウスのため服を描き始めた。当時の駐スペイン・アメリカ合衆国大使ジョン・デイヴィス・ロッジの妻フランセスカが、彼の描いたスケッチに目をとめ、娘の着るガウンのデザインをデ・ラ・レンタに依頼した。このドレスは秋に発行されたライフの表紙に登場した。彼はすぐにファッション・デザインの世界に関心を持つようになり、スペインをリードするファッション・ハウスのためにスケッチを始めた。その後すぐに、スペインで最も有名なクチュリエであったクリストバル・バレンシアガのもとで見習いとなった。彼はバレンシアガを師と仰いだ。デ・ラ・レンタは、パリのランバンでオートクチュールのアシスタントをすることになったアントニオ・カスティーリョ（のちに衣装デザイナーとなって1971年度のアカデミー衣裳デザイン賞を受賞する）と合流するためスペインを発った。
デ・ラ・レンタはエリザベス・アーデンで2年働いた後、1965年よりジェーン・ダービーに入った 。同年8月にダービーが死去すると、Oscar de la Renta for Jane Derbyのブランド名で再出発したが、1966年より自身の名前オスカー・デ・ラ・レンタのブランド名に変更した。
1993年から2002年まで、フランスのクチュール・メゾンであるピエール・バルマンのオートクチュールのクチュリエとなった。彼はフランスのオートクチュール初のドミニカ共和国出身クチュリエとなった。
デ・ラ・レンタは1967年と1968年の2度、コティ賞を受賞し、1973年にはコティ賞の殿堂入りを果たした。
1973年から1976年、1986年から1988年の2度、アメリカ・ファッション協議会（CFDA）の会長を務めた。